# همان خورشید
«همان خورشید» (به اسپانیایی: El mismo sol) تک‌آهنگی از هنرمند اهل اسپانیا آلوارو سولر است که در ۲۴ آوریل ۲۰۱۵ منتشر شد.
این تک‌آهنگ در جدول‌های ایتالیا، لهستان، سوئیس در رتبه اول و در جدول‌های والونیا، اتریش، فلاندرز، اسپانیا جزو ده ترانه اول قرار گرفت.
سولر یک نسخهٔ دوزبانهٔ اسپانیایی و انگلیسی از این ترانه را نیز همراه با جنیفر لوپز ضبط کرد که آن نسخه در جایگاه نخست جدول ترانه‌های لاتین بیلبورد آمریکا جای گرفت.